# Neolamprologus longicaudatus
Neolamprologus longicaudatus är en fiskart som beskrevs av Nakaya och Gashagaza, 1995. Neolamprologus longicaudatus ingår i släktet Neolamprologus och familjen Cichlidae. Inga underarter finns listade i Catalogue of Life.